# Bergtorp
Bergtorp är en bebyggelse i Knivsta kommun. Vid avgränsningen 2020 klassades denna bebyggelse som en  småort.